# Relations entre la Bulgarie et la Roumanie
Les relations entre la Bulgarie et la Roumanie sont des relations internationales s'exerçant entre deux États d'Europe du Sud, la République de Bulgarie et la République de Roumanie. La Bulgarie a une ambassade à Bucarest tandis que la Roumanie a une ambassade à Sofia ainsi que trois consulats à Bourgas, Silistra et Vidin. Entre 8 000 et 30 000 Bulgares vivent en Roumanie tandis que 11 000 Roumains vivent en Bulgarie.
Les deux pays sont membres de l'Union européenne et de l'Organisation du traité de l'Atlantique nord (OTAN) et partagent une  frontière commune longue de 631,3 km dont 470 km correspondent au talweg du Danube.

## Histoire
Au XVIIIe siècle, beaucoup de Bulgares fuyant l’oppression ottomane s’établissent dans les principautés roumaines et les relations des deux peuples orthodoxes confrontés à leur puissant voisin turc musulman, sont quasi-fraternelles : les acteurs de la renaissance culturelle bulgare, roumaine et grecque s'engagent ensemble dans des fraternités révolutionnaires secrètes comme l’Hétairie et c’est un bulgare, Anton Panteleïmon Petrov, qui composera la musique originelle de l’hymne Deșteaptă-te, române! (« Éveille-toi, Roumain ! », devenu par la suite l’hymne de la Roumanie).
Au XIXe siècle, les villes du sud de la Roumanie telles que Bucarest, Craiova, Galați et Brăila furent les refuges de nombreux révolutionnaires bulgares combattant pour l’émancipation du peuple bulgare, et attirèrent beaucoup d’émigrés politiques, tels que Sophronii de Vratsa, Petro Beron, Khristo Botev, Lyuben Karavelov, Georgi Rakovski, Panayot Hitov, Euloge et Hristo Georgiev. La Roumanie devint également le centre d’organisation du mouvement révolutionnaire bulgare contre les Ottomans : le comité central de ce mouvement fut fondé à Bucarest en 1869. La même année la société bulgare de littérature était établie à Brăila. Certains Bulgares de Bessarabie (Boudjak) se trouvèrent eux aussi sous souveraineté moldave, puis roumaine entre 1856 et 1878 : c'est durant cette période que fut ouvert à Bolhrad le premier lycée bulgare.
L’armée roumaine participa à la libération de la principauté de Bulgarie en 1878 : deux boulevards de Bucarest, calea Griviței et calea Plevnei, le rappellent.
Les relations entre les deux peuples et les deux pays étaient donc très cordiales et le sont restées jusqu’en 1913. Cette année-là, elles connurent une brutale dégradation lorsque l’état-major roumain, contre l’avis du Parlement, se lança durant la Deuxième guerre balkanique dans une campagne militaire contre la Bulgarie, lui arrachant une partie de son territoire : la Dobroudja du Sud. Cela fut perçu par l’opinion bulgare comme un « coup de poignard dans le dos » et, trois ans plus tard, pendant la Première Guerre mondiale, se traduisit par le massacre à la baïonnette des blessés roumains de la bataille de Turtucaia/Tutrakan (gagnée par la Bulgarie).

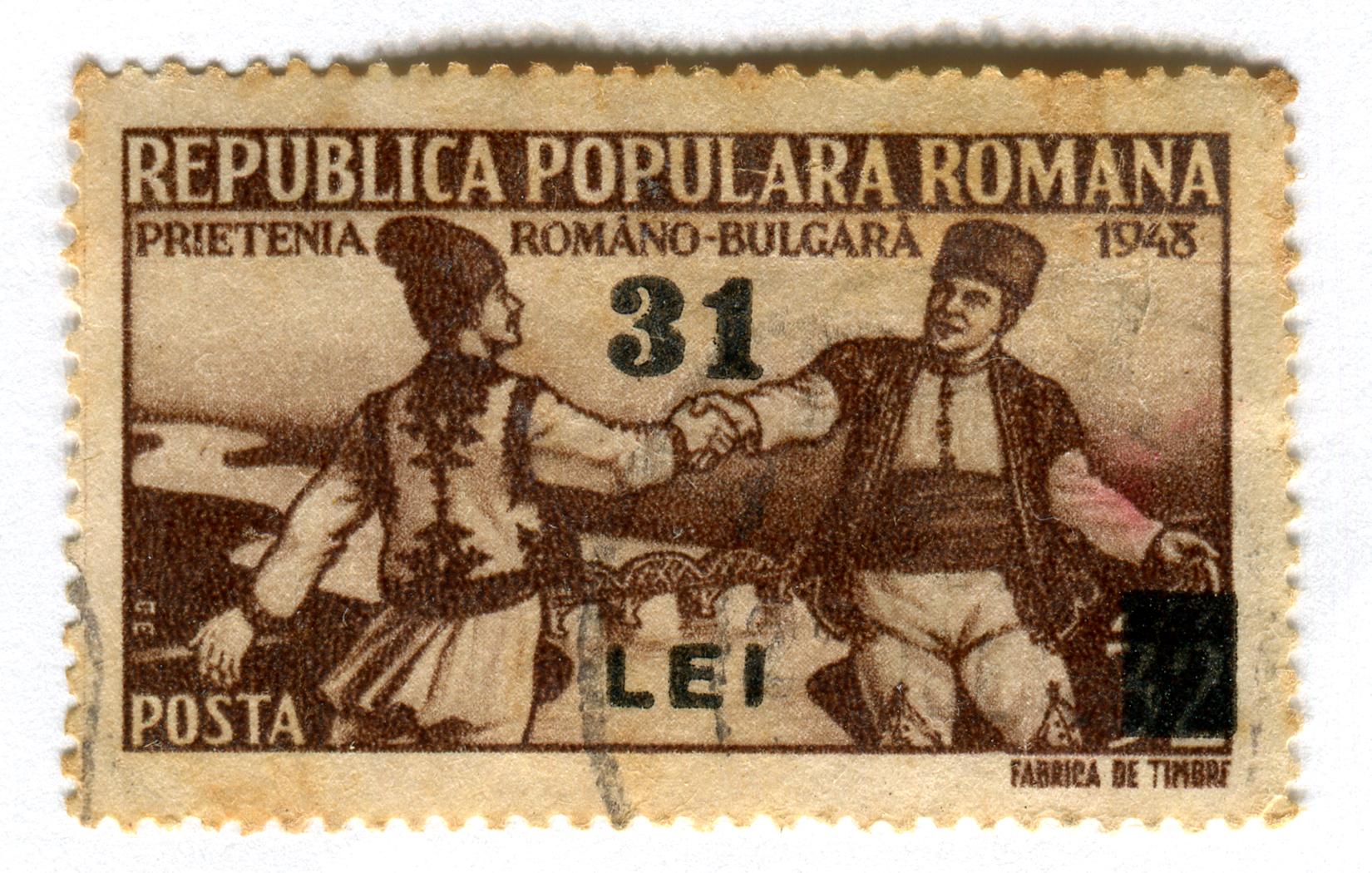
Timbre de 1948 de la République populaire roumaine célébrant l'amitié bulgaro-roumaine.

Cet épisode dramatique, instrumentalisé par la propagande de l’État roumain, imprégna l’opinion roumaine de l’idée que les Bulgares seraient des barbares, tandis que les Bulgares tenaient les Roumains pour des traîtres. Ni la rétrocession sans guerre de la Dobroudja du Sud par l'accord de Craiova en 1940, ni la « grande amitié prolétarienne bulgaro-roumaine » des années communistes avec la construction du « Pont de l’Amitié » entre Giurgiu et Roussé, ni même l’entrée simultanée des deux pays dans l’Union européenne en 2007 n’ont complètement estompé cette méfiance réciproque, et la situation des minorités, bulgare en Roumanie et roumaine en Bulgarie, s’en ressent encore en 2015,.